# Герб Зоряного
Герб Зоряного — офіційний геральдичний символ села Зоряне, Хмельницького району Хмельницької області затверджений 23 березня 2015 року № 6 сесії сільської ради.

## Опис
У зеленому щиті з зеленої бази виходить лазурове вістря, на якому золотий колос у стовп, супроводжуваний угорі бджолою на трьох стільниках, одному і двома. У першій і другій частинах по пурпуровій квітці яблуні.
Автор — П. Староста.

## Значення символів
Трикутник символізує курінь, тобто історичну назву — Курники. Старожили стверджували, що на місці поселення були пасіки серед великих лісів, а біля пасік жили в куренях пасічники, через що село стало називатись «Куреники», «Курниківці», «Курники».